# Landskapsplan
Landskapsplan (tidigare regionplan), utgör i Finland det högsta styrande planinstrumentet för större områdeshelheter eller flera kommuner i ett landskap (regionplanering i Finland). 
Angående uppgörande av landskapsplaner stipuleras i markanvändnings- och bygglagen som trädde i kraft 2000. Landskapsplaner uppgörs av landskapsförbunden och består i allmänhet av en karta, där områdets viktigaste funktioner anvisas med varierande symboler samt en detaljerad beskrivning med bifogade natur- och andra utredningar. 